# Khalat

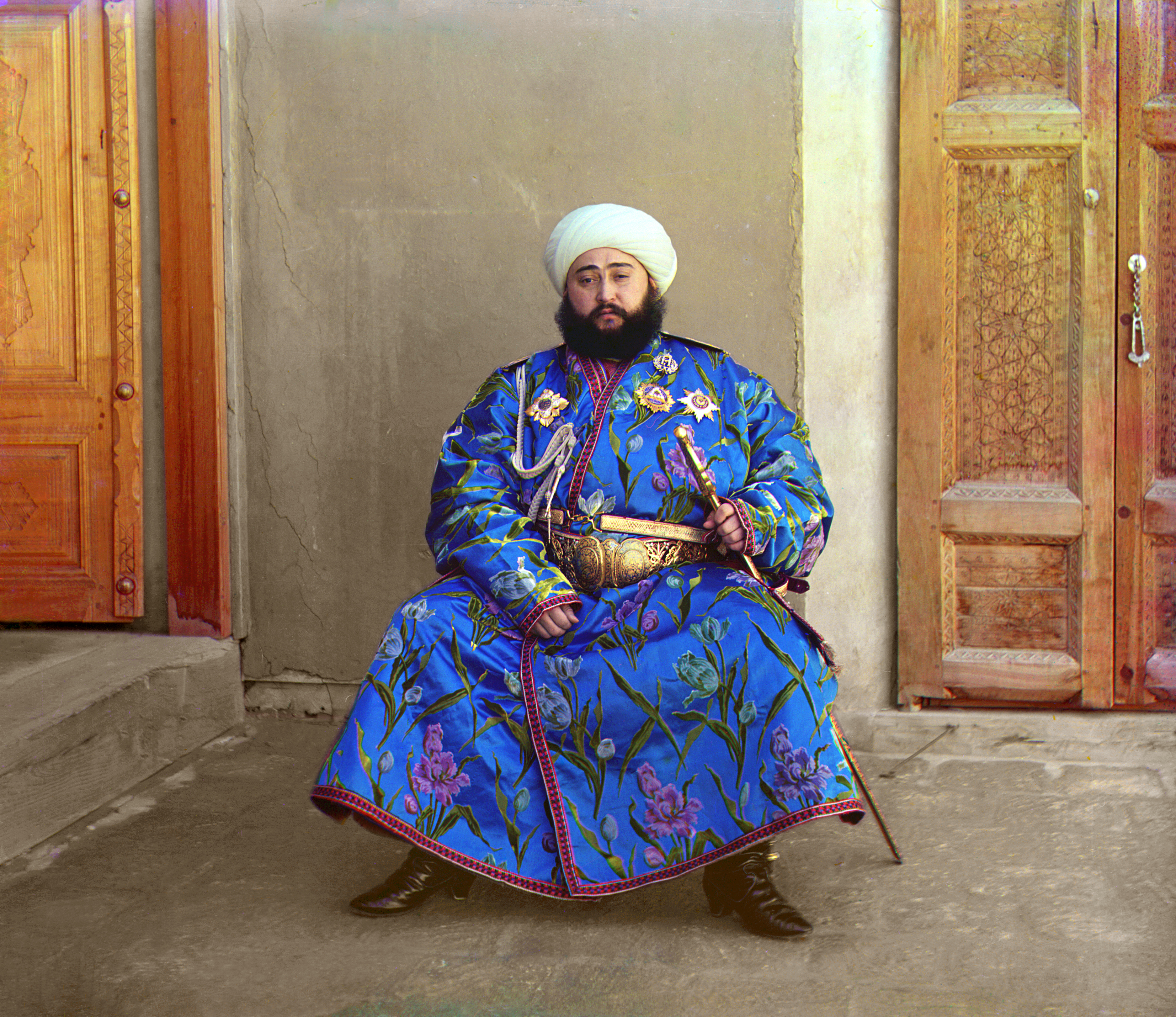
Mohammed Alim Khan (1880-1944), emir de Bujará, llevando un khalat, fotografía a color de 1911.

El khalat es o un traje externo suelto de manga larga de algodón o seda común en Asia Central, Irán y la India septentrional y llevado tanto por hombres como por mujeres, aunque en estilos diferentes.
Históricamente, los khalats ricamente adornados se han utilizado como premios honoríficos, de forma semejante al manto. La palabra khalat/khilat también fue utilizada para denotar la ceremonia de conceder el traje honorífico. Tales aspectos sociales de la ropa se han conocido en muchas sociedades. Por el siglo XIX en la India británica la palabra khillat había venido a significar cualquier regalo de dinero o de mercancías concedidas por el gobierno de la India a cambio de servicio de príncipes tributarios, de khans y de jefes tribales.
Los khalats asiáticos centrales pueden ser una prenda fina, decorativa o un traje grueso, integral, una buena protección contra calor del día durante el verano y del frío de la noche durante el invierno.
La palabra khalat es uno de muchos préstamos que se encuentran en ruso (la palabra rusa es халат, jalat), adonde ha venido ser un término genérico para la bata y el albornoz, y en rumano (la palabra rumana es halat): bata, albornoz, delantal (e.g., el delantal del doctor, el delantal del paciente), capa del camuflaje, etc.